# 복사전달
복사전달(Radiative transfer)은 전자기 복사 형태로 된 에너지 전달의 현상이다. 매질을 통해 전달되는 전파는 흡수, 방출, 산란 과정에 의해 영향을 받는다. 복사전달 방정식은 이런 상호작용을 수학적으로 기술한다. 복사전달 방정식은 광학, 천체물리학, 대기과학, 원격탐사를 포함하는 광범위한 주제에 적용된다. 복사전달 방정식 (radiative transfer equation (RTE))에 대한 해석적인 해는 간단한 경우에 존재하지만 보다 실질적인 매질과 복잡한 다중산란 효과에 대해서는 수치해석이 필요하다.

## 정의
복사의 영역을 설명하는 기본적인 양은 스펙트럼 세기(intensity)이다. 만약 우리가 복사영역에서 매우 작은 면적을 생각하면 그 면적을 지나는 복사 에너지 흐름이 있을 것이다. 이 흐름은 흐름의 방향과 파장 간격을 고려하면 (당분간은 편광을 무시한다) 단위 입체각 당 단위시간 당 에너지 흐름의 양이라고 할 수 있다.
스펙트럼 세기 {\displaystyle I_{\nu }}에 관하여 {\displaystyle \nu \,}에서 {\displaystyle \nu +d\nu \,} 주파수 간격에서 방향 {\displaystyle {\hat {\mathbf {n} }}}에 대하여 입체각 {\displaystyle d\Omega }, 
시간 {\displaystyle dt\,}에서 {\displaystyle \mathbf {r} }에 위치한 면적 {\displaystyle da\,}의 면적요소를 가로지르는 에너지 흐름은 
{\displaystyle dE_{\nu }=I_{\nu }(\mathbf {r} ,{\hat {\mathbf {n} }},t)\cos \theta ~d\nu dad\Omega dt}
이다. {\displaystyle \theta }는 면적 요소에 대한 법선과 단위 방향 벡터 {\displaystyle {\hat {\mathbf {n} }}}이 만드는 각이다. 스펙트럼 세기의 단위는 에너지/시간/면적/입체각/주파수가 되도록 보인다. 이것은 MKS 단위에서 W·m-2·sr-1·Hz-1가 된다 (와트/미터^2-스테라디안-헤르츠).

## 복사전달 방정식 (The equation of radiative transfer)
복사전달 방정식은 간단히 복사의 빛이 여행하는 동안 대기에 의한 흡수로 에너지를 잃고 대기 방출에 의해 에너지를 얻으며 산란에 의해 에너지가 재분배된다고 말한다. 복사전달에 대한 미분형태의 식은 
{\displaystyle {\frac {dI_{\nu }}{ds}}=\rho j_{\nu }-\alpha _{\nu }I_{\nu }+\iint \sigma _{\nu }(\Omega ,{\nu '})I_{\nu '}d\nu 'd\Omega }
이다. 만약 {\displaystyle \alpha =\kappa \rho }이라면 
{\displaystyle j_{\nu }}는 방출과 산란에 대한 스펙트럼의 방출 계수이고 {\displaystyle \alpha _{\nu }}는 스펙트럼의 흡수 계수, {\displaystyle \sigma _{\nu }}는 산란 계수이다. 방출 계수는 에너지/시간/부피/입체각/진동수의 단위를 가진다. 부피 요소 {\displaystyle dV}가 제공한 에너지의 양은 
{\displaystyle dE_{\nu }=j_{\nu }(\mathbf {r} ,{\hat {\mathbf {n} }},t)~d\nu dVd\Omega dt}
이다. 산란이 일어난다면 방출 계수는 세기의 함수가 될 것이다.
흡수 계수 {\displaystyle \alpha }는 빛이 미소 변위를 이동할 때 감소한 세기의 미소 변화이다. 단위는 1/길이 이고 이동한 거리가 {\displaystyle ds}일 때 감소한 빛의 세기의 변화는 {\displaystyle \alpha (\mathbf {r} ,{\hat {\mathbf {n} }},t)\,ds}이다.

## 복사전달 방정식의 해
복사전달 방정식의 해를 구하는 것은 대부분 엄청난 일이다. 그러나 방출과 흡수 계수에 대해서 다양한 형태를 가지기 때문에 본질적으로 차이가 있다. 만약 산란이 무시된다면 방출과 산란 계수에 대한 일반해는 
{\displaystyle I_{\nu }(s)=I_{\nu }(s_{0})e^{-\tau (s_{0},s)}+\int _{s_{0}}^{s}j_{\nu }(s')e^{-\tau (s',s)}\,ds'}
로 쓸 수 있다. {\displaystyle \tau (s_{1},s_{2})}는 {\displaystyle s_{1}} and {\displaystyle s_{2}} 사이에서 대기의 광학적 깊이 (optical depth)이다.

### 국부적 열역학적 평형 (Local thermodynamic equilibrium)
복사전달 방적식의 편리한 단순화는 국부적 열역학적 평형 (local thermodynamic equilibrium, LTE) 상황에서 두드러지게 발생한다. 이런 상황에서 대기는 서로 평형 상태에 있는 무거운 입자들로 구성되고 한정된 온도를 가진다. 그러나 평형 상태에서 전적으로 무거운 입자들에 의해 내몰린 복사장은 그렇지 않다. LTE의 대기에 대한 방출과 흡수 계수는 온도와 밀도의 함수이며 온도와 밀도에 연관되어
{\displaystyle {\frac {j_{\nu }}{\alpha _{\nu }}}=B_{\nu }(T)}
이며 {\displaystyle B_{\nu }(T)}는 온도 T에서 흑체 (black body)의 세기이다. 그래서 복사전달 방정식의 해는 
{\displaystyle I_{\nu }(s)=I_{\nu }(s_{0})e^{-\tau (s_{0},s)}+\int _{s_{0}}^{s}B_{\nu }(T(s'))\alpha _{\nu }(s')e^{-\tau (s',s)}\,ds'}
이다. 대기 성분의 온도와 밀도 특성을 아는 것은 복사전달 방정식의 해를 계산하는데 충분할 것이다.

### 에딩턴 근사 (Eddington approximation)
에딩턴 근사는 2가지 흐름의 근사의 특별한 예이다. 이것은 진동수에 무관한 등방성의 산란을 가진 평행한 평면에서 세기를 얻기 위해 이용될 수 있다. 이것은 세기는 {\displaystyle \mu =\cos \theta }의 선형함수라고 가정한다. 즉 
{\displaystyle I_{\nu }(\mu ,z)=a(z)+\mu b(z)}
이고 {\displaystyle z}는 두꺼운 대기에서 접선 방향이다. 자코비안 (Jacobian)의 적분에서 {\displaystyle d\mu =-\sin \theta d\theta }로 표현되기 때문에 구면좌표에서 {\displaystyle \mu }에 관하여 표현되는 각 적분 (angular integrals)은 간단하다.

{\displaystyle \mu }영역에 대해서 얻은 처음 부분의 세기
{\displaystyle J_{\nu }={\frac {1}{2}}\int _{-1}^{1}I_{\nu }d\mu =a}
{\displaystyle H_{\nu }={\frac {1}{2}}\int _{-1}^{1}\mu I_{\nu }d\mu ={\frac {b}{3}}}
{\displaystyle K_{\nu }={\frac {1}{2}}\int _{-1}^{1}\mu ^{2}I_{\nu }d\mu ={\frac {a}{3}}}
에딩턴 근사는 {\displaystyle K_{\nu }=1/3J_{\nu }}가 같도록 한다. 에딩턴 근사의 고차항도 존재하며 세기에 대해 더 복잡한 선형 관계를 이룬다. 이 여분의 방정식은 불완전한 계에 대한 종결 관계 (closure relation)로 이용될 수 있다.
처음 2개의 요소는 물리적으로 간단한 의미를 가진다. {\displaystyle J_{\nu }}는 한 점에서 등방성의 세기이고 {\displaystyle H_{\nu }}는 {\displaystyle z} 방향에서 그 점을 통과하는 선속이다.
국부적 열적 평형에서 등방성으로 산란한 복사전달은 주어진다.
{\displaystyle \mu {\frac {dI_{\nu }}{dz}}=-\alpha _{\nu }(I_{\nu }-B_{\nu })+\sigma _{\nu }(J_{\nu }-I_{\nu })}
전체 각에 대해 적분하면
{\displaystyle {\frac {dH_{\nu }}{dz}}=\alpha _{\nu }(B_{\nu }-J_{\nu })}
{\displaystyle \mu }를 앞에 곱하고 전체 각에 대해 적분하면 
{\displaystyle {\frac {dK_{\nu }}{dz}}=-(\alpha _{\nu }+\sigma _{\nu })H_{\nu }}
종결 관계로 바꿔서 {\displaystyle z}에 대해 미분하면 위의 두 식은 복사 산란 방정식의 형태로 결합된다.
{\displaystyle {\frac {d^{2}J_{\nu }}{dz^{2}}}=3\alpha _{\nu }(\alpha _{\nu }+\sigma _{\nu })(J_{\nu }-B_{\nu })}
이 식은 만약 흡수도가 작아 주어진 산란에 의해 두드러지게 달라지는 산란이 지배적인 계에서 광학적 깊이가 얼마나 효과적인지 보여준다.

## 같이 보기
- 광학적 깊이
- 플랑크 법칙